# أبرا وكدابرا وألكزام
أبرا، كدابرا، وألكزام هي شخصيات خيالية في مسلسل الأنمي بوكيمون وهي من نوع البوكيمونات الغامضة هي من تصميم الرسام الياباني كين سوغيموري.

## أول ظهور لهم
- أبرا: أول ظهور في الحلقة رقم 63 من المسلسل الأنمي.
- كدابرا: أول ظهور في الحلقة رقم 64 من المسلسل الأنمي.
- ألكزام: أول ظهور في الحلقة رقم 65 من المسلسل الأنمي.

## وصلات خارجية
- Abra on Bulbapedia
- Kadabra on Bulbapedia
- Alakazam on Bulbapedia
- Abra, Kadabra, & Alakazam at the قاعدة بيانات الأفلام على الإنترنت